# Twijfelaar (bed)

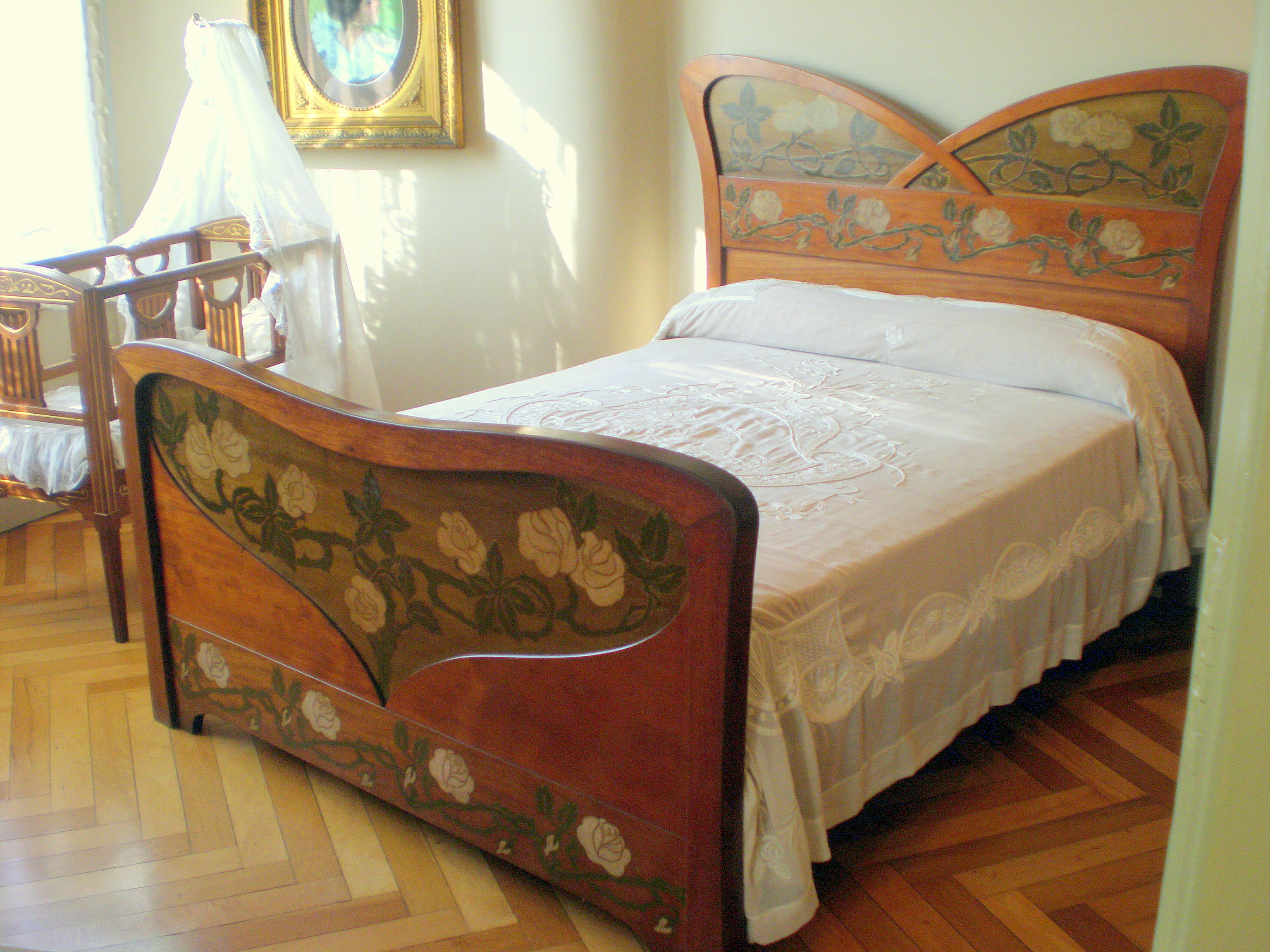
Twijfelaar in Spanje, jugendstil

Een twijfelaar is een bed met een zodanige breedte dat het als eenpersoonsbed breed is en als tweepersoonsbed smal. De naam is een verwijzing naar deze breedte, alsof het twijfelt tussen een- en tweepersoons. De gangbare breedte is 120 cm, maar ook bedden van 110 of 140 cm breed worden aangeboden als twijfelaar.
Een twijfelaar is vooral geliefd bij mensen die in hun eentje lekker breed willen liggen, die met zijn tweeën knus willen slapen, of die simpelweg niet de ruimte hebben om een volwaardig tweepersoonsbed te plaatsen.
In de tijd dat (arme) kinderrijke gezinnen nogal eens in een kleine woning huisden, werd de twijfelaar vaak gebruikt als slaapplaats voor meerdere kinderen.